# ولگرد (فیلم ۱۹۸۱)
ولگرد (به زبان انگلیسی The Prowler) (فیلم با عنوان قاتل رزماری نیز شناخته شده است) یک فیلم ترسناک به کارگردانی جوزف زیتو و نوشته شده توسط نیل باربرا و گلن لئوپولد است. این فیلم داستان زنی به نام رزماری چتم است که در طول جنگ جهانی دوم می‌کوشد تا با دوست پسر خود که در خدمت ارتش است، از طریق نامه ارتباط برقرار کند.